# Franklin (Ohio)
Franklin is een plaats (city) in de Amerikaanse staat Ohio, en valt bestuurlijk gezien onder Warren County.

## Demografie
Bij de volkstelling in 2000 werd het aantal inwoners vastgesteld op 11.396.
In 2006 is het aantal inwoners door het United States Census Bureau geschat op 12.695, een stijging van 1299 (11.4%).

## Geografie
Volgens het United States Census Bureau beslaat de plaats een oppervlakte van
24,2 km², waarvan 23,6 km² land en 0,6 km² water. Franklin ligt op ongeveer 213 m boven zeeniveau.

## Plaatsen in de nabije omgeving
De onderstaande figuur toont nabijgelegen plaatsen in een straal van 12 km rond Franklin.